# TRIPOS
TRIPOS (TRIvial Portable Operating System) ist ein Betriebssystem, das 1978 an der Universität Cambridge entwickelt wurde und in BCPL programmiert worden ist. Sowohl der Kernel als auch die Gerätetreiber sind in Assemblersprache geschrieben worden.
Das AmigaDOS – eine Komponente des AmigaOS – basiert auf TRIPOS. Der portable TRIPOS-Kernel wurde von Tim King an AmigaDOS angepasst, der die Rechte an einer kommerziellen Verwertung von TRIPOS in die Firma MetaComCo, Ltd. einbrachte.

## Portierungen
- PDP-11
- Data General Nova
- 68000
- GA-16/220

## Befehle
Die folgende Liste von Befehlen wird von der TRIPOS-Kommandozeile unterstützt.
| - ALINK - ASSEM - ASSIGN - BREAK - C - CD - CONSOLE - COPY - DATE - DELETE - DIR - DISKCOPY | - DISKDOCTOR - ECHO - ED - EDIT - ENDCLI - FAILAT - FAULT - FILENOTE - FORMAT - IF - INFO - INSTALL | - JOIN - LAB - LIST - MAKEDIR - MOUNT - NEWCLI - PATH - PROMPT - PROTECT - QUIT - RELABEL - RENAME | - RUN - SEARCH - SKIP - SORT - STACK - STATUS - TYPE - VDU - WAIT - WHY |